# Paria di Francia
La parìa di Francia era un gruppo di grandi feudatari (pari di Francia), vassalli diretti della corona di Francia.

## Storia
In origine i pari erano dodici: sei ecclesiastici e sei laici. Essi avevano il privilegio di non poter essere giudicati che dalla corte dei pari. Avevano in controparte l'obbligo di un omaggio ligio al re di Francia. A partire dal 1180 furono associati alla cerimonia dell'incoronazione del Re, la consacrazione.
Il loro ruolo divenne cerimoniale a partire dalla fine del XIII secolo. La parìa, che fu un ufficio della corona e non un titolo nobiliare, divenne per i re un mezzo per segnalare i più importanti nobili del regno. Tale tendenza subì un'accelerazione nel XVI secolo: il re creò pari dei semplici gentiluomini, innalzandoli al vertice della piramide dei titoli di Francia. Per essere pari era necessario essere titolari di un feudo, a cui era legata la parìa, e discendere dalla persona a cui per prima era stato attribuito l'ufficio. Il ruolo dei pari di Francia, all'epoca dell'Ancien Régime, a differenza dei pari britannici, era solamente onorifico. Ciononostante i pari conservavano importanti privilegi, come quello di prendere parte alle sedute del Parlamento di Parigi, la più importante corte di giustizia del regno. La maggior parte dei pari furono duchi e solo pochi ottennero titoli inferiori.
Nel 1814 Luigi XVIII creò sul modello inglese una Camera dei Pari, che partecipava del potere legislativo. All'epoca dei Cento Giorni Napoleone ristabilì la Camera dei Pari, nominati a titolo ereditario. Dopo la Rivoluzione di luglio, nel 1830, il re Luigi Filippo, conservò la Camera dei Pari, ma soppresse l'ereditarietà della parìa come requisito per la partecipazione come membro della Camera, istituendo molti Pari a vita (a volte senza neanche un titolo di appoggio).

## Pari primigeni
Col termine di pari primigeni venivano indicati quei pari di Francia di antichissima origine e che, probabilmente, ancora all'epoca della monarchia franca, erano i grandi principi e vassalli del regno che erano chiamati a scegliere il successore del re di Francia tra i principi ammissibili alla corona. Essi inizialmente erano gli unici pari esistenti nel regno ed all'epoca di Ugo Capeto sappiamo che erano solo 12, ma durante tutto il periodo dell'ancien régime giunsero a 173 e di conseguenza i primi vennero chiamati "primigeni" per distinguerli dai nuovi nobilitati.

### Pari ecclesiastici
| Titolo                    | Creazione | Note                      |
| ------------------------- | --------- | ------------------------- |
| Arcivescovo-duca di Reims | 1060/1170 | Primo dei Pari di Francia |
| Vescovo-duca di Beauvais  | ?         |                           |
| Vescovo-duca di Laon      | ?         |                           |
| Vescovo-duca di Langres   | 1180/1223 |                           |
| Vescovo-conte di Châlons  | ?         |                           |
| Vescovo-conte di Noyon    | ?         |                           |

### Pari laici
| Titolo                | Creazione | Note         |
| --------------------- | --------- | ------------ |
| Duca di Borgogna      | 1193      | sino al 1477 |
| Duca di Normandia     | 1189      | sino al 1204 |
| Duca d'Aquitania      | 1180      | sino al 1453 |
| Conte delle Fiandre   | 1195      | sino al 1477 |
| Conte della Champagne | 1197      | sino al 1314 |
| Conte di Tolosa       | 1194      | sino al 1271 |

(la data indicata corrisponde all'annessione del feudo nei possedimenti reali).

## Pari tardivi

### XIII secolo
- Bretagna: ducato-parìa nel 1297 (unito alla Francia nel 1532)
- Angiò: contea-parìa nel 1297
- Artois: contea-parìa nel 1297

### XIV secolo
- Châteauneuf: baronìa-parìa nel 1314
- Poitou: contea-parìa nel 1314
- La Marche: contea-parìa nel 1316
- Évreux: contea-parìa nel 1316
- Angoulême: contea-parìa nel 1317
- Mortain: contea-parìa nel 1317
- Étampes: contea-parìa nel 1327
- Borbone: ducato-parìa nel 1327
- Beaumont-le-Roger: contea-parìa nel 1328
- Clermont: contea-parìa nel 1331
- Maine: contea-parìa nel 1331
- Orléans: ducato-parìa nel 1344
- Valois: contea-parìa nel 1344
- Nevers: contea-parìa nel 1347
- Rethel: contea-parìa nel 1347 (poi duchi di Rethel-Mazarin)
- Mantes: contea-parìa nel 1353
- Angiò: ducato-parìa nel 1356
- Mâcon: contea-parìa nel 1359
- Berry: ducato-parìa nel 1360
- Alvernia: ducato-parìa nel 1360
- Turenna: ducato-parìa nel 1360
- Vertus: contea-parìa nel 1361
- Alençon: contea-parìa nel 1367
- Montpellier: baronia-parìa nel 1371
- Forez: contea-parìa nel 1372
- Roannais: contea-parìa nel 1372
- Blois: contea-parìa nel 1399
- Chartres: contea-parìa poi ducato-parìa nel 1399
- Dunois: contea-parìa poi ducato-parìa nel 1399
- Fère-en-Tardenois: baronìa-parìa nel 1399

### XV secolo
- Chateau-Thierry: ducato-parìa nel 1400
- Périgord: contea-parìa nel 1400
- Soissons: contea-parìa nel 1404
- Coucy: baronia-parìa nel 1404
- Nemours: ducato-parìa nel 1404
- Châtillon: castellania-parìa poi baronìa-paria nel 1404
- Rethel: contea-parìa nel 1405
- Valois: ducato-parìa nel 1406
- Mortagne: contea-parìa nel 1407
- Mortain: contea-parìa nel 1407
- Évry-le-Châtel: castellania-parìa nel 1408
- Jouy-le-Châtel: castellania-parìa nel 1408
- Coulommiers: baronìa-paria poi ducato-parìa nel 1410
- Ponthieu: contea-parìa nel 1412
- Évreux: contea-parìa nel 1427
- Saintonge: contea-parìa nel 1428
- Auxerre: contea-parìa nel 1435
- Foix: contea-parìa nel 1458
- Eu: contea-parìa nel 1458
- Beaujeu: baronìa-parìa nel 1466
- Villefranche: contea-parìa nel 1480
- Civray: contea-parìa nel 1498

### XVI secolo
- Angoulême: ducato-parìa nel 1515
- Vendôme: ducato-parìa nel 1515
- Châtellerault: ducato-parìa nel 1515
- Guisa: ducato-parìa nel 1528
- Montpensier: ducato-parìa nel 1529
- Aumale: ducato-parìa nel 1547
- Montmorency: ducato-parìa nel 1551
- Albret: ducato-parìa nel 1556
- Enghien: ducato-parìa nel 1566
- Forez: contea-parìa nel 1566
- Château-Thierry: ducato-parìa nel 1566
- Perche: contea-parìa nel 1566
- Graville: ducato-parìa nel 1567
- Penthièvre: ducato-parìa nel 1569
- Évreux: ducato-parìa nel 1569
- Dreux: contea-parìa nel 1569
- Mercœur: ducato-parìa nel 1569
- Clermont-Tonnerre: ducato-parìa nel 1571
- Uzès: ducato-parìa nel 1572 (oggi il più antico ancora esistente)
- Mayenne: ducato-parìa nel 1573
- Saint-Fargeau: ducato-parìa nel 1574
- Joyeuse: ducato-parìa nel 1581
- Piney-Luxembourg: ducato-parìa nel 1581
- Epernon: ducato-parìa nel 1581
- Elbeuf: ducato-parìa nel 1581
- Retz: ducato-parìa nel 1581
- Brienne: ducato-parìa nel 1587
- Hallwin: ducato-parìa nel 1587
- Montbazon: ducato-parìa nel 1588
- Ventadour: ducato-parìa nel 1589
- Beaufort: ducato-parìa nel 1597
- Biron: ducato-parìa nel 1598
- Thouars (La Trémoille): ducato-parìa nel 1599
- Aiguillon: ducato-parìa nel 1599

### XVII secolo
- Rohan: ducato-parìa nel 1603
- Sully: ducato-parìa nel 1606
- Fronsac: ducato-parìa nel 1608
- Damville: ducato-parìa nel 1610
- Brissac: ducato-parìa nel 1611
- Grancey: ducato-parìa nel 1611
- Lesdiguières: ducato-parìa nel 1611
- Chevreuse: ducato-parìa nel 1612
- Concini: contea-parìa nel 1616[1]
- Châteauroux: ducato-parìa nel 1616
- Luynes: ducato-parìa nel 1619
- Bellegarde: ducato-parìa nel 1619
- Hallwin: ducato-parìa nel 1621
- Candale: ducato-parìa nel 1621
- Chaulnes: ducato-parìa nel 1621
- La Roche-Guyon: ducato-parìa nel 1621
- La Rochefoucauld: ducato-parìa nel 1622
- La Valette: ducato-parìa nel 1622
- Fontenay: ducato-parìa nel 1626
- Richelieu: ducato-parìa nel 1631
- Enghien: ducato-parìa nel 1633
- Retz: ducato-parìa nel 1634
- Puylaurens: ducato-parìa nel 1634
- Saint-Simon: ducato-parìa nel 1635
- La Force: ducato-parìa nel 1637
- Valentinois: ducato-parìa nel 1642
- Gramont: ducato-parìa nel 1643
- Coligny: ducato-parìa nel 1643
- Châtillon/Loing: ducato-parìa nel 1646
- Estrées: ducato-parìa nel 1648
- Tresmes/Gesvres: ducato-parìa nel 1648
- Arpajon: ducato-parìa nel 1650
- Lavedan: ducato-parìa nel 1650
- Mortemart: ducato-parìa nel 1650
- Noirmoutier: ducato-parìa nel 1650
- Vitry: ducato-parìa nel 1650
- La Vieuville: ducato-parìa nel 1651
- Rosnay: ducato-parìa nel 1651
- Villemor: ducato-parìa nel 1651
- Villeroy: ducato-parìa nel 1651
- Bournonville: ducato-parìa nel 1652
- Cardone: ducato-parìa nel 1652
- Poix-Créquy: ducato-parìa nel 1652
- Orval: ducato-parìa nel 1652
- Roquelaure: ducato-parìa nel 1652
- Verneuil: ducato-parìa nel 1652
- Villars-Brancas: ducato-parìa nel 1652
- Fayel: ducato-parìa nel 1653
- La Guiche: ducato-parìa nel 1653
- Montaut: ducato-parìa nel 1660
- Randan: ducato-parìa nel 1661
- La Meilleraie: ducato-parìa nel 1663
- Saint-Aignan: ducato-parìa nel 1663
- Rethel-Mazarin: ducato-parìa nel 1663
- La Rocheguyon: ducato-parìa nel 1663
- Noailles: ducato-parìa nel 1663
- Coislin: ducato-parìa nel 1663
- Montausier: ducato-parìa nel 1664
- Choiseul: ducato-parìa nel 1665
- Aumont: ducato-parìa nel 1665
- La Ferté-Senneterre (Saint-Nectaire): ducato-parìa nel 1665
- La Vallière: ducato-parìa nel 1667
- Duras: ducato-parìa nel 1668
- Béthune-Charost: ducato-parìa nel 1672
- Nemours: ducato-parìa nel 1672
- Le Lude: ducato-parìa nel 1675
- Aubigny: ducato-parìa nel 1684

### XVIII secolo
- Châteauvillain: ducato-parìa nel 1703
- Boufflers: ducato-parìa nel 1708
- Villars: ducato-parìa nel 1709
- Harcourt: ducato-parìa nel 1709
- Fitz-James: ducato-parìa nel 1710
- Antin: ducato-parìa nel 1711
- Rambouillet: ducato-parìa nel 1711
- Rohan-Rohan (Frontenay): ducato-parìa nel 1714
- Hostun: ducato-parìa nel 1715
- Villars-Brancas: ducato-parìa nel 1716
- Roannais / La Feuillade: ducato-parìa nel 1716
- Lévis: ducato-parìa nel 1723
- Châtillon: ducato-parìa nel 1736
- Fleury: ducato-parìa nel 1736
- Gisors/Belle-Isle: ducato-parìa nel 1748
- Taillebourg: ducato-parìa nel 1748
- Duras: ducato-parìa nel 1756
- Stainville (Choiseul): ducato-parìa nel 1758
- La Vauguyon: ducato-parìa nel 1758
- Praslin: ducato-parìa nel 1762
- Choiseul d'Amboise: ducato-parìa nel 1764
- Clermont-Tonnerre: ducato-parìa nel 1775
- Châteauroux: ducato-parìa nel 1776
- Gisors: ducato-parìa nel 1776
- Brunoy: ducato-parìa nel 1777
- Louvois: ducato-parìa nel 1777
- Amboise: ducato-parìa nel 1787
- Coigny: ducato-parìa nel 1787